# 30th Infantry Division (United States Army)
La 30th Infantry Division (30ª Divisione di fanteria) è stata una divisione di fanteria dell'Army National Guard degli Stati Uniti d'America che ha partecipato alla prima e seconda guerra mondiale. La divisione fu considerata dal generale Samuel Marshall come la più "efficiente e consistente" di tutto il teatro operativo europeo, rimanendo in combattimento per 282 giorni, dal giugno 1944 ad aprile 1945.